# غلامعلی منصوری
پروفسور غلام‌علی منصوری نراقی (زاده ۱۹۴۳ میلادی در ایران) دانشمند آمریکایی اصالتاً ایرانی در ترمودینامیک، انرژی و نانوتکنولوژی است. منصوری به خاطر نظریات خود در مورد رفتار نانوساختارها از جمله الماسواره‌ها مشهور می‌باشد. او در حال حاضر استاد تمام در دانشگاه ایلینوی در شیکاگو است.

## زندگی‌نامه
منصوری در سال ۱۹۴۳ میلادی در ایران به دنیا آمد و در دانشگاه تهران، کارشناسی مهندسی شیمی گرفت. بعد از مهاجرت به آمریکا و اخذ دکترا از دانشگاه اکلاهما و طی کردن دورهٔ پسادکتری در دانشگاه رایس، عضو هیئت علمی دانشگاه ایلینوی در شیکاگو شد. منصوری در ایران به خاطر مطالعات در زمینهٔ رفتار فازی سیالات، آسفالتین و الماسواره‌ها و همچنین معرفی و شناساندن بحث فناوری نانو در انتهای دههٔ هفتاد شمسی مشهور است.

#### تشکیل ستاد
تاریخچه تشکیل ستاد به اواخر سال ۱۳۷۹ و اوایل سال ۱۳۸۰ باز می‌گردد. در این زمان پروفسور غلامعلی منصوری استاد دانشگاه ایلینوی در شیکاگو طی ملاقاتی با مرحوم دکتر محمد تقی ابتکار که در آن زمان مشاور علم و فناوری رئیس جمهوروقت بود، اهمیت و جایگاه فناوری نانو و تأثیر آن در آینده علمی و صنعتی دنیا را بیان کرد. دکتر ابتکار پس از آن طی نامه‌ای که بعدها به سند اصلی توجه دولتی ایران به فناوری نانو تبدیل شد، از آقای رئیس جمهور تقاضا نمود برای راه اندازی مجموعه‌ای منسجم جهت تمرکز بر موضوع نانوفناوری اقدام کند و پیشنهاد اولیه او شکل گیری چنین تشکلی در دفتر همکاری‌های فناوری رئیس‌جمهور بود که مورد توجه و تأیید رئیس جمهور وقت قرار گرفت. بعد از آن کمیته مطالعات سیاست نانوتکنولوژی در دفتر همکاری‌های فناوری ریاست جمهوری راه اندازی شد که از سال ۱۳۸۰ تا ۱۳۸۲ با همین نام به فعالیت ادامه داد و در سال ۱۳۸۲ به ستاد ویژه توسعه فناوری نانو تبدیل شد.

## آثار
منصوری بیش از ۵۵۰ مقاله در ژورنال‌های علمی و ده کتاب نگارش کرده است که برخی از آنها در حال حاضر به عنوان کتاب درسی در حوزه ترمودینک، رفتار فازی سیالات و رفتار نانوساختارها در دانشگاه‌ها تدریس می‌شوند. مهمترین آثار او عبارتست از:
- Mansoori, G.A. and Enayati N., Agyarko L. B. (2015). Energy: Sources, Utilization, Legislation, Sustainability, Illinois as Model State. World Scientific
- Mansoori, G.A. (2015) Principles of Nanotechnology, Molecular-Based Study of Condensed Matter in Small Systems. World Scientific
- Mansoori, G.A., Barros de Araujo Patricia Lopes, Silvano de Araujo,Elmo (2012) Diamondoid Molecules: With Applications in Biomedicine, Materials Science, Nanotechnology & Petroleum Science.
- Mansoori, G.A. and Haile, J.M. (1983). Molecular-based Study of Fluids (ch. 1: Molecular Study of Fluids: A Historical Survey, pgs. 1-28).
- Mansoori, G.A. and Chom, Larry G. (1988). Advances in Thermodynamics, Vol. I: C7+ Fraction Characterization. New York: Taylor & Francis Pub. Co.,
- Mansoori, G.A. and Matteoli, E. (1990). Advances in Thermodynamics, Vol. II: Fluctuation Theory of Mixtures. Taylor & Francis.
- Mansoori, G.A., Sieniutycz, S. and Salamon, P. (1990). Advances in Thermodynamics, Vol. III: Nonequilibrium Theory and Extremum Principles. Taylor & Francis.
- Mansoori, G.A. and Hoffman, E.J. (1991). Advances in Thermodynamics, Vol. V: Analytic Thermodynamics. Taylor & Francis.
- Mansoori, G.A., Sieniutycz, S. and Salamon, P. (1992). Advances in Thermodynamics, Vol. VI: Diffusion and rate Processes. Taylor & Francis.
- Mansoori, G.A., Sieniutycz, S. and Salamon, P. (1992). Advances in Thermodynamics, Vol. VII: Extended Thermodynamic Systems. Taylor & Francis.